# Ambloctonus
Ambloctonus is een geslacht van uitgestorven roofzoogdieren uit de onderfamilie Palaeonictinae van de Oxyaenidae dat tijdens het Eoceen in Noord-Amerika leefde.

## Fossiele vondsten
Fossielen van Ambloctonus zijn gevonden in de San José-formatie in de Amerikaanse staat New Mexico en de Willwood- en Wasatch-formaties in Wyoming. De vondsten dateren uit de North American Land Mammal Age Wasatchian.

## Kenmerken
Ambloctonus was een carnivoor. Het dier had een katachtige lichaamsbouw. De kaken waren krachtig met robuuste tanden, die geschikter waren voor het kraken van botten dan voor het scheuren van vlees. Een vergelijkbare aanpassing wordt bij hedendaagse aaseters gezien. 